# Línea 520 (Bahía Blanca)
La Línea 520 es una línea interurbana de colectivos de Bahía Blanca, operada por la empresa Vía 51.

## Recorridos
Ida: Desde Lamadrid 290, por ésta hasta Belgrano, Donado, Brown, Vieytes, Mendoza, San Juan, Zapiola, H. Yrigoyen, Fuerte Argentino, Sarmiento, Avda. Cabrera, Autovía Juan Pablo II, Ruta N.º 51, Acceso a Cabildo, Avda. Saavedra, Pringles, La Plata, Parera hasta Buenos Aires.
Vuelta: Buenos Aires, Vicente López, Zapiola, La Plata, Parera, Buenos Aires, Las Heras, Avda. Saavedra, Acceso Cabildo, Ruta N.º 51, Autovía Juan Pablo II, Avda. Cabrera, Sarmiento, Avda. Alem, Perú, Estomba, Chiclana, Las Heras, Lamadrid hasta el número 290.